# Aldébaran (essai nucléaire)
Pour les articles homonymes, voir Aldébaran (homonymie).
Aldébaran est le 18e essai nucléaire français effectué le 2 juillet 1966 à 5 h 34 à Moruroa en Polynésie française. c'est le premier essai nucléaire en Polynésie et sur barge ainsi que la cinquième expérimentation nucléaire atmosphérique de la France.

## Déroulement de l'essai

### Généralités
L'essai prévu initialement le 1er juillet 1966 sur l'atoll de Moruroa est décalé d'une journée pour des raisons techniques tenant à la réalisation des mesures.
Le 1er juillet, les conditions météorologiques sont favorables avec une bonne visibilité et des vents du sud-ouest qui faiblissent en soirée et remontent lentement vers le nord. Cette tendance ne se stabilise pas dans la journée du 2 juillet.
Plusieurs personnalités officielles sont présentes pour assister à cette grande première, dont Jacques Tauraa (en), président de l'Assemblée de Polynésie, et deux élus, Frantz Vanizette (en) et Rudy Bambridge.
Après la réalisation de l'essai, la situation évolue défavorablement avec des vents d'ouest-nord-ouest.
Le nuage s'élève verticalement au niveau du point zéro et l'influence du vent apparaît très nettement à partir de H + 6 min ; à ce moment, le nuage est incliné dans le lit du vent puis peu à peu présente plusieurs parties distinctes dues aux cisaillements des vents. La partie inférieure du pied reste visible à la verticale du point zéro jusqu'à H + 15 min.
À H + 1, le nuage principal s'étend sur 65 km à une altitude moyenne de 6 500 m ; ce nuage principal est poussé par des vents de 20 m/s venant du 280, (vent moyen mesuré entre 5 000 et 9 000 m). Deux pénétrations pilotées du nuage par avion Vautour ont lieu à H + 56 min et H + 1 h 30 et quatre fusées de prélèvement Matra 536 sont tirées dans le nuage.

### Après le tir
Le ministre des Outre-mer, Pierre Billotte, présent sur l'archipel lors du tir, a prévenu certains mangareviens de la contamination des Gambier par le tir Aldébaran.
La contamination radioactive des Gambier fut rendue publique le 5 novembre 1973 dans un article de Le Monde avec le paragraphe suivant :
Une seule fois, il y a six ans, semble-t-il, des retombées imprévues ont été enregistrées dans les îles Gambier, à 500 kilomètres de Mururoa, le nuage de l’explosion ayant atteint une altitude plus élevée que ne l’avaient imaginé les techniciens. Ce tir avait eu lieu depuis une barge, dans le lagon, où l’engin était entreposé, et cette méthode a été abandonnée depuis au profit de celle du ballon qui supporte la charge.
Chaque année, des Polynésiens anti-nucléaires organisent une commémoration en mémoire de ce premier tir nucléaire français en Polynésie.

## Conséquences radiologiques

### Mesures aux environs du site d'expérimentation
La retombée de la radioactivité du pied du nuage marque une zone terrestre de 3 à 4 km entre les zones Faucon et Viviane avec un maximum de 120 mSv/h à H + 1 h 30 au point Ester et entraîne une retombée de plus faible niveau sur la zone nord-ouest de Fangataufa (avec un maximum de 0,45 mSv/h à H + 3 h 30 au PEE Empereur). En zone Dindon (au vent de la retombée), le niveau est de 2 mSv/h à H + 2. Le reste de l'atoll, et en particulier la zone aéroportuaire, est totalement épargné par les retombées, ce qui permet une reprise rapide des activités.
En quelques jours les accès au PEA Dindon et les aires bétonnées proches sont décontaminés par lavage afin de permettre une remise en configuration opérationnelle des installations techniques.
La radioactivité du lagon reste confinée à l'ouest de l'atoll jusqu'à J + 4, ce qui permet le retour des bâtiments opérationnels (BSS Rance, TCD Ouragan, BB Maurienne, RHM Hippopotame et croiseur De Grasse), en fin de matinée J + 1, puis devient perceptible en zone aéroportuaire vers J + 8 (de l'ordre de quelques 37 kBq/m3), Vers J + 14, elle est homogène sur l'ensemble du lagon à des niveaux compris entre 1,85 et 3,7 MBq/m3 et décroît lentement pour revenir au niveau de 370 kBq/m3 à J + 31.
L'activité totale déposée dans le lagon est estimée à 1 850 PBq dont 370 PBq en produits d'activation et 1 480 PBq de produits de fission (valeurs à H + 1).
Le niveau de radioactivité du lagon implique toutefois des contraintes, pour les liaisons maritimes vers Dindon lors du rééquipement de cette zone et de manière générale pour le fonctionnement des bouilleurs des bâtiments (contrôles quotidiens). Au point zéro, le fond du lagon à −35 m est recouvert d'une boue blanche, Au contact de cette boue, des débits de dose de quelques dizaines de mSv/h sont mesurés à J + 30.
La première mission de pénétration pilotée s'effectue au niveau 24 000 pieds suivant les deux passages successifs programmés. L'équipage, estimant le prélèvement insuffisant décide d'un troisième passage. Une pellicule rougeâtre fortement radioactive, due vraisemblablement au brouillard salin contenu dans le nuage, est déposée sur le fuselage de l'avion.
L'action conjuguée d'une attente trop prolongée (une quinzaine de minutes) au parking lors de son retour de mission et le passage supplémentaire entraînent pour l'équipage des doses de 180 et 120 mSv respectivement pour le pilote et le mécanicien. Ces doses sont les plus élevées reçues pendant toute la durée d'exploitation du CEP.
La deuxième mission de pénétration intervient aux niveaux de 18 000 et 21 500 pieds. Les doses reçues par l'équipage sont de 50 et 25 mSv. Les trois membres d'équipage ayant reçu une dose supérieure à la limite trimestrielle 30 mSv sont mis en observation médicale pendant 15 jours sur la base avancée de Hao. Le niveau des doses reçues entraîne l'application de nouvelles consignes de sécurité pour les pénétrations pilotées ultérieures. En particulier, lors du retour de l'avion à Hao, il sera dirigé immédiatement vers le parking « chaud » et avant toute manipulation sur les prélèvements, l'équipage descendra de l'appareil.
La contamination des deux avions Vautour nécessite le port de la tenue de protection et un travail sous contrôle radiologique pour les mécaniciens chargés de leur maintenance et rendent les visites (PPV) longues et fastidieuses. Les Vautour chargés des tirs des fusées de prélèvement et de la poursuite du nuage ne subissent eux, aucune contamination.

### Retombées proches en Polynésie française
Les retombées au niveau de la mer sont représentées sur le schéma des retombée proches. Sur ce dessin, apparaissent les positions des deux barrages de bouées de détection radiologique ainsi que les heures de détection de la frange extérieure de la retombée par les avisos-escorteurs et les avions Neptune. Le Forbin et l'EV Henry détectent respectivement la présence de radioactivité dans l'air au niveau de 660 GBq/m3 à H + 9 et de 1 300 GBq/m3 à H + 10 h 30.
La frange sud de la retombée touche l'atoll de Morane, atoll inhabité le plus proche à l'est de Moruroa (au niveau de 0,12 mSv/h), puis atteint Mangareva, île principale de l'archipel des îles Gambier, le jour J entre 16 h 20 (H + 10 h 45) et 17 h 40 (H + 12 h 05). Le débit de dose maximal relevé est de 0,25 mSv/h. Une forte pluie intervenant dans le courant de la nuit, le débit de dose est alors ramené de 0,08 à 0,055 mSv/h,.
La dose due à l'irradiation externe reçue par la population de cette île est de 3,4 mSv, ce qui conduit avec la prise en compte des produits radioactifs inhalés et ingérés à une estimation de dose totale à l'adulte de 3,1 mSv à 6,6 mSv, donc de l'ordre de grandeur de la dose annuelle admissible pour les populations (5 mSv selon les normes de l'époque).
Une retombée différée due à des nuages dérivés, extraits du nuage principal, est détectée dans l'air à un faible niveau sur l'ensemble du réseau polynésien les 13, 14 et 15 juillet (0,37 à 3,7 Bq/m3) avec une valeur maximale de 5,5 Bq/m3 à Puka Puka.

### Conséquences radiologiques aux Gambier
L'archipel des Gambier, distant de 430 km du point 0, fut touché par les retombées radioactives de l'essai nucléaire dues à plusieurs facteurs.
Les retombées radioactives ainsi que des pluies radioactives ont provoqué des contaminations de 3,1 à 6,6 mSv (dose efficace) sur la population adulte.
| Doses (mSv)                     | Dose efficace    | Dose thyroïde    |
| ------------------------------- | ---------------- | ---------------- |
| Inhalation                      | 0,12 - 1,2       | 1,3 - 13         |
| Exposition externe au panache   | 0,02 - 0,21      |                  |
| Exposition externe au dépôt     | 2,9              |                  |
| Consommation d'eau              | 0 - 0,12         | 0 - 1,3          |
| Consommation de végétaux        | 0,09 - 1,4       | 1 - 14           |
| Consommation de produits marins | 9,5 × 10−4 - 0,8 | 9,8 × 10−3 - 8,6 |
| Bilan                           | 3,1 - 6,6        | 2,3 - 36,9       |

### Retombées mondiales
Poussée par les vents en altitude, la tête du nuage atteint la côte sud-américaine le 9 juillet. La faiblesse des vents donne des retombées tardives, donc de faible niveau, dont la trace est pratiquement perdue avant d'avoir achevé un tour du monde. Le trajet du centre de la retombée au sol suit schématiquement l'axe Santiago-Pretoria-Sud de l'Australie-Nouvelle-Zélande.
Quelques nuages secondaires sont détectés dans l'Atlantique et l'océan Indien (Jakarta le 14 juillet et Diego Suarez le 19 juillet). Cette radioactivité, extraite du nuage principal par les anticyclones, suit l'équateur, dans la direction générale sud est-nord ouest des alizés. Elle est détectée dans les postes de contrôle de l'hémisphère Nord proches de l'équateur.